# Alstroemeria crispata
Alstroemeria crispata este o specie de plante monocotiledonate din genul Alstroemeria, familia Alstroemeriaceae, descrisă de Rodolfo Amando Philippi. Conform Catalogue of Life specia Alstroemeria crispata nu are subspecii cunoscute.